# Бой в Тюрнхауте (1789)
Бой в Тюрнхауте (фр. Bataille de Turnhout) — решающее военное столкновение в городе Тюрнхауте между бельгийскими революционными и австрийскими войсками, произошедшее 27 октября 1789 года во время Брабантской революции. Это было первое сражение революции, которое произошло вскоре после того, как революционная (патриотическая) армия Жана-Андре Ван дер Мерша пересекла границу.
В мае 1789 года в Брюсселе было основано тайное общество Pro aris et focis с целью сопротивление австрийскому императору. В это же время брабантцы собрали в Соединенных провинциях (Голландия) армию под командованием Жана-Андре Ван дер Мерша. Армия вошла в Хогстратен на территории Австрийских Нидерландов, не встретив серьезного сопротивления со стороны австрийцев. В городе Анри Ван дер Ноот прочитал Манифест народа Брабанта, провозгласивший об окончании австрийского владычества над Южными Нидерландами. 
Затем одна из двух «дивизий» патриотической армии двинулась в Брабант. Она прибыла в Тюрнхаут и легко захватила его 25-го числа. Когда она покинули город, революционерам сообщили, что на них движутся австрийские войска. Ван дер Мерш понял, что бой на открытой местности закончится поражением, и решил, что лучшим шансом будет удержать город и сражаться на улицах, где численное преимущество австрийских войск не будет иметь значения.
Жители города возвели на улицах баррикады. Одна группа революционеров заняла позиции на площади, а другая — у въезда в город возле мельницы. 27 октября к городу подошли австрийцы, и на улицах разгорелись  ожесточенные бои. Как и ожидал Ван дер Мерш, австрийские солдаты не были готовы к боям в самом городе и после пяти часов борьбы были вынуждены отступить, оставив три пушки.
Эта неожиданная победа патриотов привела к быстрому краху австрийского правления в Южных Нидерландах. Города Гент, Дист, Тинен и Брюссель пали перед повстанцами. Австрийские войска отошли в Герцогство Люксембург. 31 декабря 1789 года Брабант провозгласил свою независимость.